# J. Rosamond Johnson
John Rosamond Johnson (Jacksonville, 11 de agosto de 1873 — 11 de novembro de 1954), foi um compositor e músico norte-americano durante o Renascimento do Harlem.
Johnson é mais conhecido como o compositor do hino "Black National Anthem" (Hino Nacional dos Negros). Seu irmão, o poeta James Weldon Johnson, escreveu a letra da sua famosa peça. Foi realizada pela primeira vez ao vivo por 500 alunos negros norte-americanos da Escola Stanton (primária/secundária de grau elevado) em 1900.